# Goethe Link Observatory
Goethe Link Observatory är ett 91 centimeters teleskop utanför Brooklyn i Indiana, USA. Det stod färdigt 1939 och ägs av Indiana University Bloomington.
Bygget av teleskopet finansierades av läkaren och amatörastronomen Goethe Link, Teleskopet är uppkallat efter honom.
Mellan 1949 och 1966 bedrevs projektet Indiana Asteroid Program vid observatoriet, det resulterade i 119 identifierade asteroider.
Asteroiden 1728 Goethe Link, som upptäcktes med hjälp av teleskopet, är uppkallad efter teleskopet och Goethe Link.
Bland observatoriets instrument finns
- 0.91-meter Nasmyth–Cassegrain-teleskop
- 0.356-meter Schmidt-Cassegrain-teleskop